# Shafranovskite
La shafranovskite è un minerale.